# Míšov
Míšov (en allemand : Mischau) est une commune du district de Plzeň-Sud, dans la région de Plzeň, en République tchèque.Sa population s'élevait à 112 habitants en 2022.

## Géographie
Míšov se trouve à 9 km à l'est de Spálené Poříčí, à 29 km au sud-est de Plzeň et à 72 km au sud-ouest de Prague.
La commune est limitée par Spálené Poříčí au nord-ouest, par Skořice au nord-est, par Věšín à l'est, par Čížkov au sud, et par Nové Mitrovice et Borovno à l'ouest.

## Histoire
La première mention écrite de la localité date de 1349. À la suite de la suppression de la zone militaire de Brdy en 2014, son territoire a été partagé entre les communes limitrophes. La commune de Míšov s'est ainsi agrandie de 222,13 ha formant la section cadastrale nommée Míšov v Brdech.

## Galerie

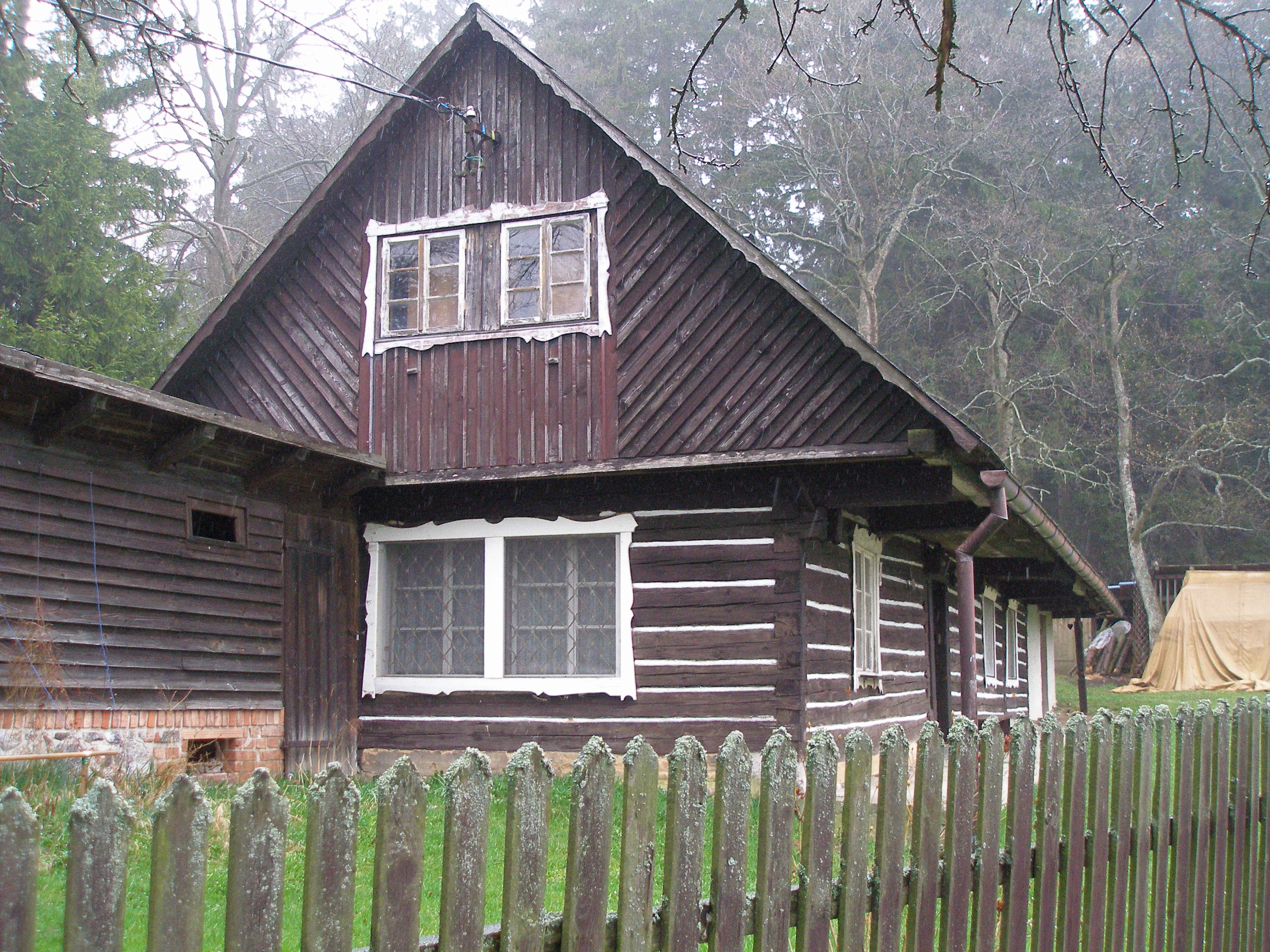
Architecture traditionnelle.

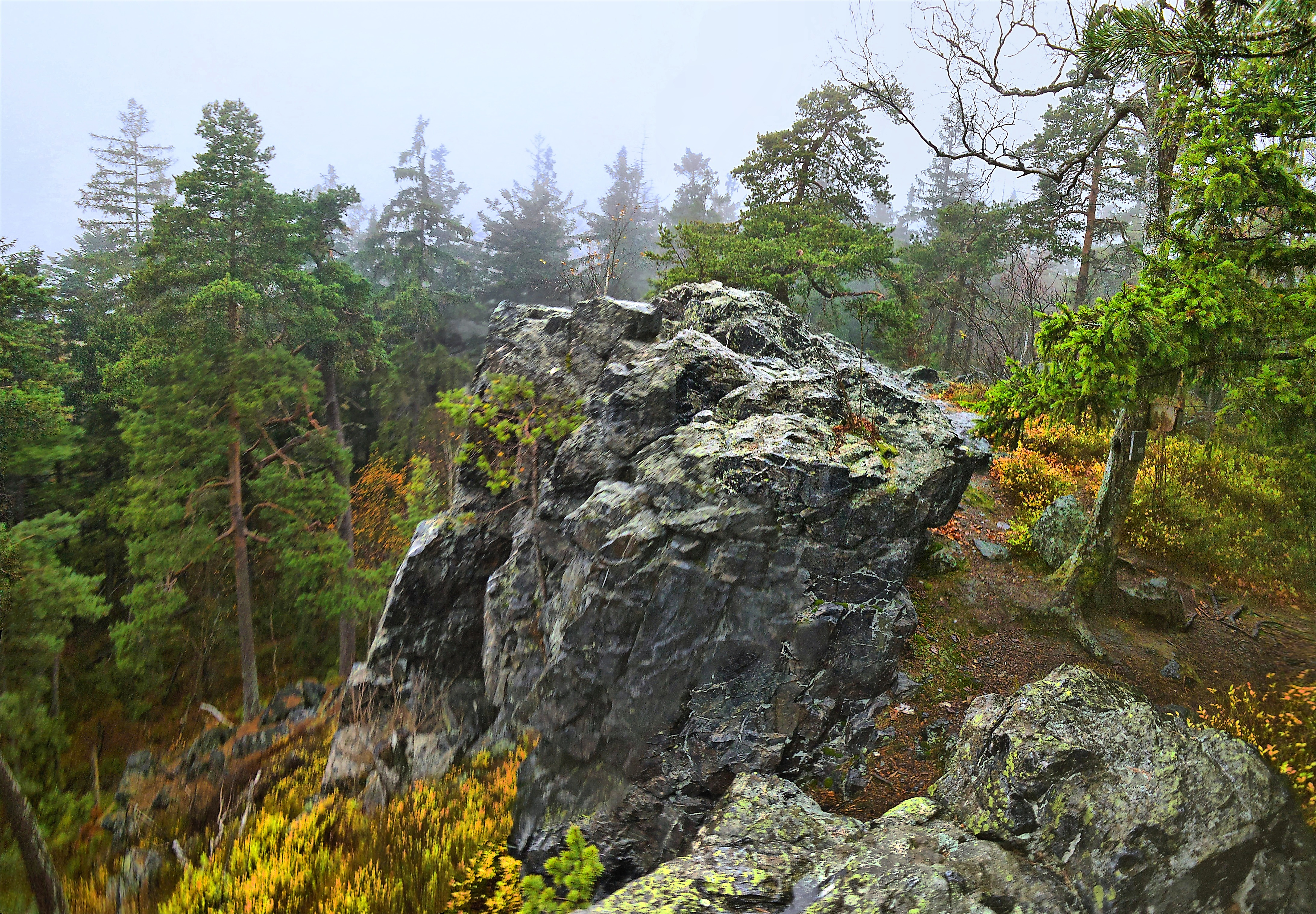
Rocher du mont Nad Marastkem (805 m) à Brdy.
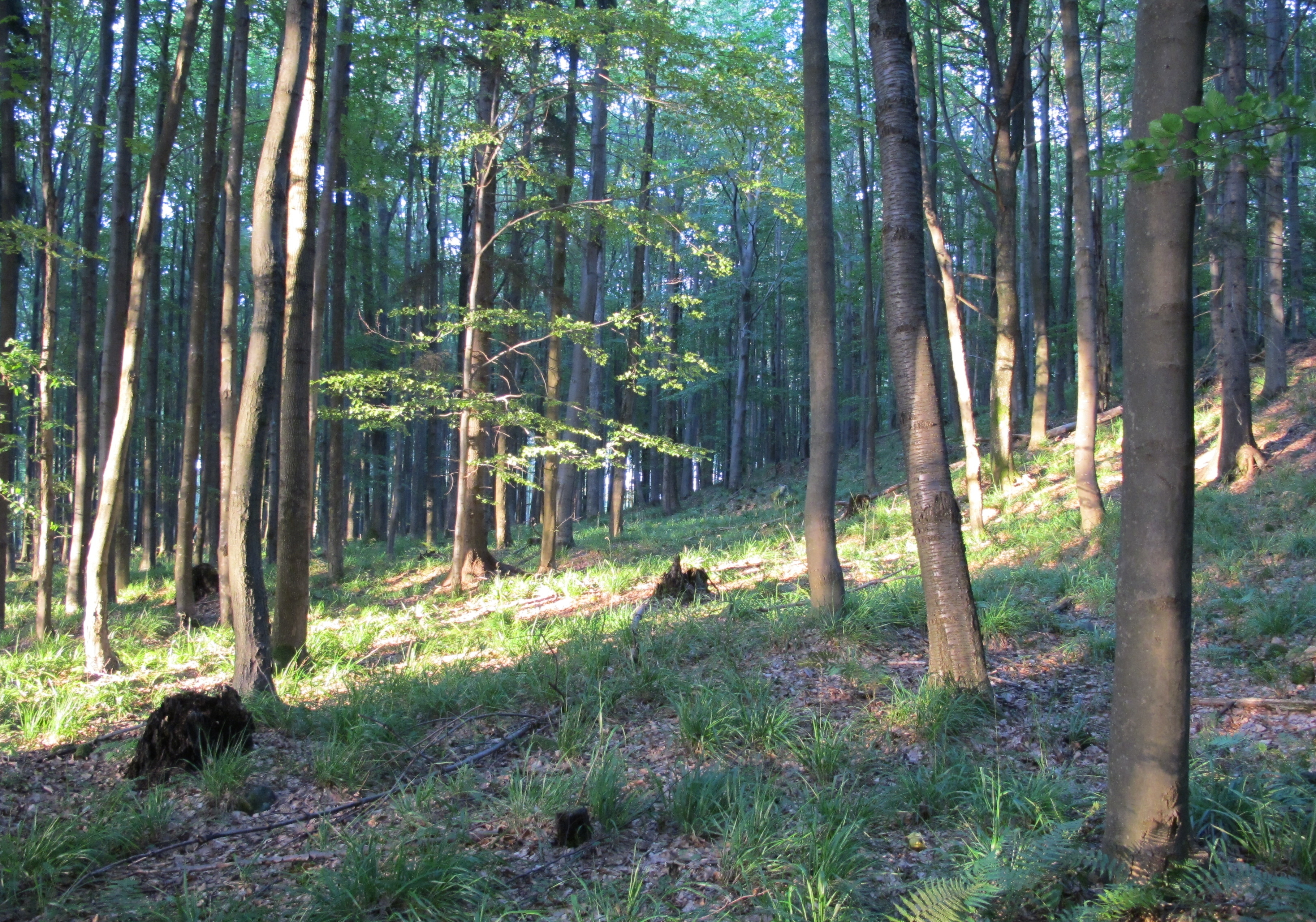
Sous-bois dans la zone protégée de Brdy.

## Transports
Par la route, Míšov se trouve à 10 km de Spálené Poříčí, à 36 km de Plzeň et à 89 km de Prague.